# انریکه ورا
انریکه ورا (انگلیسی: Enrique Vera؛ زادهٔ ۱۰ مارس ۱۹۷۹) یک بازیکن فوتبال اهل پاراگوئه است.
وی همچنین در تیم ملی فوتبال پاراگوئه بازی کرده‌است.